# Finn Aabye
Pour les articles homonymes, voir Aabye.
Finn Aabye, né le 7 juillet 1935 à Hellerup (Danemark), est un producteur danois.

## Filmographie

### Producteur

#### Cinéma
- 1962 : Svinedrengen og Prinsessen på ærten (da)
- 1962 : Sømænd og svigermødre (da)
- 1963 : Støvsugerbanden (da)
- 1963 : Syd for Tana River (da)
- 1964 : Kampen om Næsbygaard (da)
- 1964 : To (da)
- 1967 : Brødrene paa Uglegaarden (da)

#### Courts-métrages
- 1997 : Rejsen med Mai (da)

### Directeur de production

#### Cinéma
- 1961 : Harry et son valet
- 1962 : Weekend
- 1966 : Krybskytterne paa Næsbygaard (da)